# Agglomération urbaine de Piracicaba
L'agglomération urbaine de Piracicaba est une région de l'État de São Paulo, au Brésil,  établie par la Société de Planification Métropolitaine de São Paulo (Emplasa) selon une définition purement statistique. La loi complémentaire de l'État numéro 1178, du 26 juin 2012, l'a institutionnalisée. Elle présente un processus naissant de conurbation entre ses principaux centres et d'intégration économico-fonctionnelle entre les municipalités qui la composent. Elle se compose de vingt-trois municipalités avec une estimation de la population calculée par l'IBGE en 2014 de 1 400 113 habitants et un PIB de 27,5 milliards   de reais et s'inscrit dans le contexte de la macrométropole de São Paulo, qui borde la région métropolitaine de Campinas au sud-est.
Le 15 mars 2021, le secrétaire au développement régional de l'État de São Paulo a annoncé l'évolution de l'agglomération urbaine de Piracicaba en région métropolitaine de Piracicaba. Cette création a été approuvée par  l'Assemblée Législative et sanctionnée par le gouvernement de l'État le 18 juin 2021, elle comptera vingt-cinq municipalités, soit les vingt-trois municipalités qui composent déjà l'agglomération urbaine actuelle, plus deux nouveaux intégrants: les municipalités de Pirassununga et de Santa Cruz da Conceição.

## Municipalités
| Município            | Área (km²) | População |
| -------------------- | ---------- | --------- |
| Águas de São Pedro   | 3,612      | 3.380     |
| Analândia            | 325,953    | 4.933     |
| Araras               | 644,831    | 132.934   |
| Capivari             | 322,878    | 55.141    |
| Charqueada           | 175,846    | 17.009    |
| Conchal              | 182,793    | 27.820    |
| Cordeirópolis        | 137,579    | 24.221    |
| Corumbataí           | 278,622    | 4.047     |
| Elias Fausto         | 202,360    | 17.604    |
| Ipeúna               | 190,01     | 7.401     |
| Iracemápolis         | 115,118    | 23.846    |
| Laranjal Paulista    | 384,274    | 28.240    |
| Leme                 | 402,871    | 102.412   |
| Limeira              | 580,711    | 303.682   |
| Mombuca              | 133,698    | 3.478     |
| Piracicaba           | 1.378,069  | 400.949   |
| Rafard               | 121,645    | 9.050     |
| Rio Claro            | 498,422    | 204.797   |
| Rio das Pedras       | 226,657    | 34.704    |
| Saltinho             | 99,738     | 8.176     |
| Santa Gertrudes      | 98,291     | 26.403    |
| Santa Maria da Serra | 252,621    | 6.107     |
| São Pedro            | 611,278    | 35.318    |